# Lareiga
Lareiga is een geslacht van insecten uit de orde vliesvleugeligen (Hymenoptera) en de familie Ichneumonidae.

## Soorten
- L. abdominalis (Uchida, 1925)
- L. clotho (Cameron, 1897)
- L. decor (Tosquinet, 1903)
- L. flavomaculata Cameron, 1905
- L. hydrophila (Heinrich, 1934)
- L. intermedia Heinrich, 1980
- L. malaisei Heinrich, 1980
- L. orichalcum Heinrich, 1980
- L. pensa (Tosquinet, 1903)
- L. rufofemorata Cameron, 1903
- L. subdentata (Heinrich, 1934)